# نیروی دریایی سومالی
نیروی دریایی سومالی (سومالیایی: Ciidamada Badda Soomaaliyeed) نیروی دریایی زیرمجموعه نیروهای مسلح سومالی است، که در سال ۱۹۶۵ تأسیس شد.